# Omnium de France
Het Omnium de France is een golftoernooi in Frankrijk. Deelnemers moeten lid zijn van de Franse PGA. De formule is strokeplay.
De eerste editie werd gespeeld in 1906 en gewonnen door Arnaud Massy en wordt ook wel het PGA kampioenschap genoemd. Pas vanaf 1926 wordt het toernooi officieel het Omnium genoemd. In 2010 maakte het toernooi deel uit van de Alps Tour.

## Winnaars
- 1906:  Arnaud Massy
- 1907:  Arnaud Massy
- 1919:  Jean Gassiat
- 1927:  Jean Gassiat op Golf de Chantilly na 36-holes play-off tegen René Golias
- 1929:  Jean Gassiat op de Golf de Chiberta waar hij les gaf
- 1937:  Marcel Dallemagne
- 1939:  Marcel Dallemagne
- 1948:  Marcel Dallemagne
- 1960:  Jean Garaialde
- 1962:  Jean Garaialde
- 1963:  Jean Garaialde
- 1964:  Jean Garaialde
- 1965:  Jean Garaialde
- 1966:  Jean Garaialde
- 1967:  Jean Garaialde
- 1968:  Jean Garaialde
- 1970:  Jean Garaialde
- 1971:  Jean Garaialde
- 1977:  Jean Garaialde
- 1979:  Jean Garaialde
- 1982:  Jean Garaialde
- 1988:  Thomas Levet
- 1991:  Thomas Levet
- 1992:  Thomas Levet
- 1993:  Christian Cévaër
- 1998:  Jean van de Velde
- 1985:  Jean Garaialde
- 1997:  Raphaël Jacquelin
- 1998:  Grégory Havret (Am)

Le Peugeot Classic Omnium International
- 2010:  Agus Domingo (-7) op de Golf de Pruneville